# Ruggiero Settimo (sous-marin)
Le Ruggiero Settimo est un sous-marin de la classe Settembrini, en service dans la Regia Marina à partir de 1932 et ayant servi pendant la Seconde Guerre mondiale.

## Caractéristiques
La classe Settembrini était une version améliorée et élargie des précédents sous-marins de la classe Mameli. Ils déplaçaient 953 tonnes en surface et 1 153 tonnes en immersion. Les sous-marins mesuraient 69,11 mètres de long, avaient une largeur de 6,61 mètres et un tirant d'eau de 4,45 mètres. Ils avaient une profondeur de plongée opérationnelle de 80 mètres. Leur équipage comptait 56 officiers et soldats.
Pour la navigation de surface, les sous-marins étaient propulsés par deux moteurs diesel TOSI de 1 500 chevaux (1 119 kW), chacun entraînant un arbre d'hélice. En immersion, chaque hélice était entraînée par un moteur électrique Ansaldo de 650 chevaux-vapeur (478 kW). Ils pouvaient atteindre 17,5 noeuds (32,4 km/h) en surface et 7,7 noeuds (14,3 km/h) sous l'eau. En surface, la classe Settembrini avait une autonomie de 6 200 milles nautiques (11 500 km) à 7,3 nœuds (13,5 km/h); en immersion, ils avaient une autonomie de 100 milles nautiques (190 km) à 3 nœuds.
Les sous-marins étaient armés de huit tubes lance-torpilles de 53,3 centimètres, quatre à la proue et quatre à la poupe, pour lesquels ils transportaient au total 12 torpilles. Ils étaient également armés d'un seul canon de pont 102/35 Model 1914 (4 pouces) à l'avant du kiosque pour le combat en surface. Leur armement anti-aérien consistait en deux ou quatre mitrailleuses Breda Model 1931 de 13,2 mm,.

## Construction et mise en service
Le Ruggiero Settimo est construit par le chantier naval Cantieri navali Tosi di Taranto (TOSI) de Tarente en Italie et mis sur cale le 16 avril 1928. Il est lancé le 29 mars 1931 et est achevé et mis en service le 25 mars 1932. Il est commissionné le même jour dans la Regia Marina.

## Historique
Du 11 septembre 1933 au 4 avril 1934, le Ruggiero Settimo fait - avec son navire-jumeau (sister ship) Luigi Settembrini - un long voyage en mer Rouge avec départ et arrivée à Tarente, faisant escale à Tobrouk, Port Saïd, Massaoua, Aden, Assab, de nouveau Massaoua, Ismailia, de nouveau Port Saïd et ensuite Alexandrie ; la croisière montra que les performances des sous-marins de la classe Settembrini pouvaient être considérées comme tout à fait satisfaisantes.
Il participe clandestinement à la guerre d'Espagne en mer Égée, sans résultat.
Après l'entrée de l'Italie dans la Seconde Guerre mondiale le 10 juin 1940, le 13 du même mois (sous le commandement du lieutenant de vaisseau (tenente di vascello) Giovanni Cantù), il est protagoniste d'un affrontement en surface avec un sous-marin ennemi non identifié : les deux unités lancent quelques torpilles, dont aucune n'atteigne la cible, et ils partent sans avoir achevé le combat.
Le 12 juillet, alors qu'il se trouve près du cap Passero, il est la cible d'une attaque à la bombe perpétré par un hydravion britannique Short Sunderland, qui cause de légers dégâts.
A 22h22 du 10 janvier 1941 (le commandant du sous-marin est le capitaine de corvette Mario Spano), lors de l'opération Excess, il aperçoit deux croiseurs légers de la 7e division britannique et les attaque avec le lancement de deux torpilles à une distance de 1 400 mètres, puis s'éloigne en immersion. Une explosion est entendue mais il n'y a pas de confirmation de dommages.
En juillet 1941, il est envoyé entre Pantelleria et Malte pour combattre l'opération Substance : il ne voit aucun navire ennemi.
Il est également employé dans des missions de transport de fournitures vers la Libye, effectuant 7 missions de ce type. Lors de l'une d'entre elles, de retour de Derna, il lance sans succès deux torpilles sur des destroyers ennemis.
Au total, il a effectué 28 missions de guerre (17 exploratoires-offensives, 7 de transport et 14 de transfert).
Lors de l'armistice du 8 septembre 1943 (Armistice de Cassibile), il est emmené à Tarente. Après la guerre, il est radié de la liste de la marine le 8 octobre 1946, puis démoli.